# 奈良望
奈良 望（なら のぞみ、1996年11月4日 - ）は、ラグビーユニオンの選手。

## 略歴
2015年、秋田工業高校卒業後、法政大学に入る。
2019年、法政大学卒業後、三菱重工相模原ダイナボアーズに加入。
2021年3月28日にジャパンラグビートップリーグ第5節クボタスピアーズ戦に先発出場で公式戦初出場を果たす。
2025年5月、三菱重工相模原ダイナボアーズを退団。